# Vela ai Giochi della XXXI Olimpiade
Le gare di vela si sono svolte dall'8 all'18 agosto 2016 nella baia di Guanabara, con arrivo e partenza presso Marina da Glória.

## Classi
Un totale di 380 atleti hanno gareggiato nelle gare veliche dei Giochi. Il periodo di qualificazione è iniziato ai Campionati mondiali di vela ISAF 2014 nel settembre 2014. In qualità di paese ospitante, al Brasile è stato garantito un posto in ciascuno dei dieci eventi.
Le classi a questa Olimpiade sono state:
- RS:X
- Laser Radial
- Laser
- Finn
- 470
- 49er
- 49erFX
- Nacra17

## Podi

### Uomini
| Evento           | Oro                                    | Argento                                 | Bronzo                                   |
| RS:X (dettagli)  | Dorian van Rijsselberghe               | Nick Dempsey                            | Pierre Le Coq                            |
| Laser (dettagli) | Tom Burton                             | Tonči Stipanović                        | Sam Meech                                |
| Finn (dettagli)  | Giles Scott                            | Vasilij Žbogar                          | Caleb Paine                              |
| 470 (dettagli)   | Croazia Šime Fantela Igor Marenić      | Australia Mathew Belcher William Ryan   | Grecia Panagiōtīs Mantīs Pavlos Kagialīs |
| 49er (dettagli)  | Nuova Zelanda Peter Burling Blair Tuke | Australia Nathan Outteridge Iain Jensen | Germania Erik Heil Thomas Plößel         |

### Donne
| Evento                  | Oro                                     | Argento                                | Bronzo                                      |
| RS:X (dettagli)         | Charline Picon                          | Chen Peina                             | Stefanija Elfutina                          |
| Laser radial (dettagli) | Marit Bouwmeester                       | Annalise Murphy                        | Anne-Marie Rindom                           |
| 470 (dettagli)          | Gran Bretagna Saskia Clark Hannah Mills | Nuova Zelanda Jo Aleh Polly Powrie     | Francia Camille Lecointre Hélène Defrance   |
| 49er FX (dettagli)      | Brasile Martine Grael Kahena Kunze      | Nuova Zelanda Molly Meech Alex Maloney | Danimarca Katja Salskov-Iversen Jena Hansen |

### Misti
| Evento              | Oro                                       | Argento                                  | Bronzo                           |
| Nacra 17 (dettagli) | Argentina Santiago Lange Cecilia Carranza | Australia Jason Waterhouse Lisa Darmanin | Austria Thomas Zajac Tanja Frank |

## Medagliere
| Pos.   | Paese         | Oro | Argento | Bronzo | Totale |
| ------ | ------------- | --- | ------- | ------ | ------ |
| 1      | Gran Bretagna | 2   | 1       | 0      | 3      |
| 2      | Paesi Bassi   | 2   | 0       | 0      | 2      |
| 3      | Australia     | 1   | 3       | 0      | 4      |
| 4      | Nuova Zelanda | 1   | 2       | 1      | 4      |
| 5      | Croazia       | 1   | 1       | 0      | 2      |
| 6      | Francia       | 1   | 0       | 2      | 3      |
| 7      | Argentina     | 1   | 0       | 0      | 1      |
| 7      | Brasile       | 1   | 0       | 0      | 1      |
| 9      | Cina          | 0   | 1       | 0      | 1      |
| 9      | Irlanda       | 0   | 1       | 0      | 1      |
| 9      | Slovenia      | 0   | 1       | 0      | 1      |
| 12     | Danimarca     | 0   | 0       | 2      | 2      |
| 13     | Austria       | 0   | 0       | 1      | 1      |
| 13     | Germania      | 0   | 0       | 1      | 1      |
| 13     | Grecia        | 0   | 0       | 1      | 1      |
| 13     | Russia        | 0   | 0       | 1      | 1      |
| 13     | Stati Uniti   | 0   | 0       | 1      | 1      |
| Totale | Totale        | 10  | 10      | 10     | 30     |